# St. Michael (Aichach)

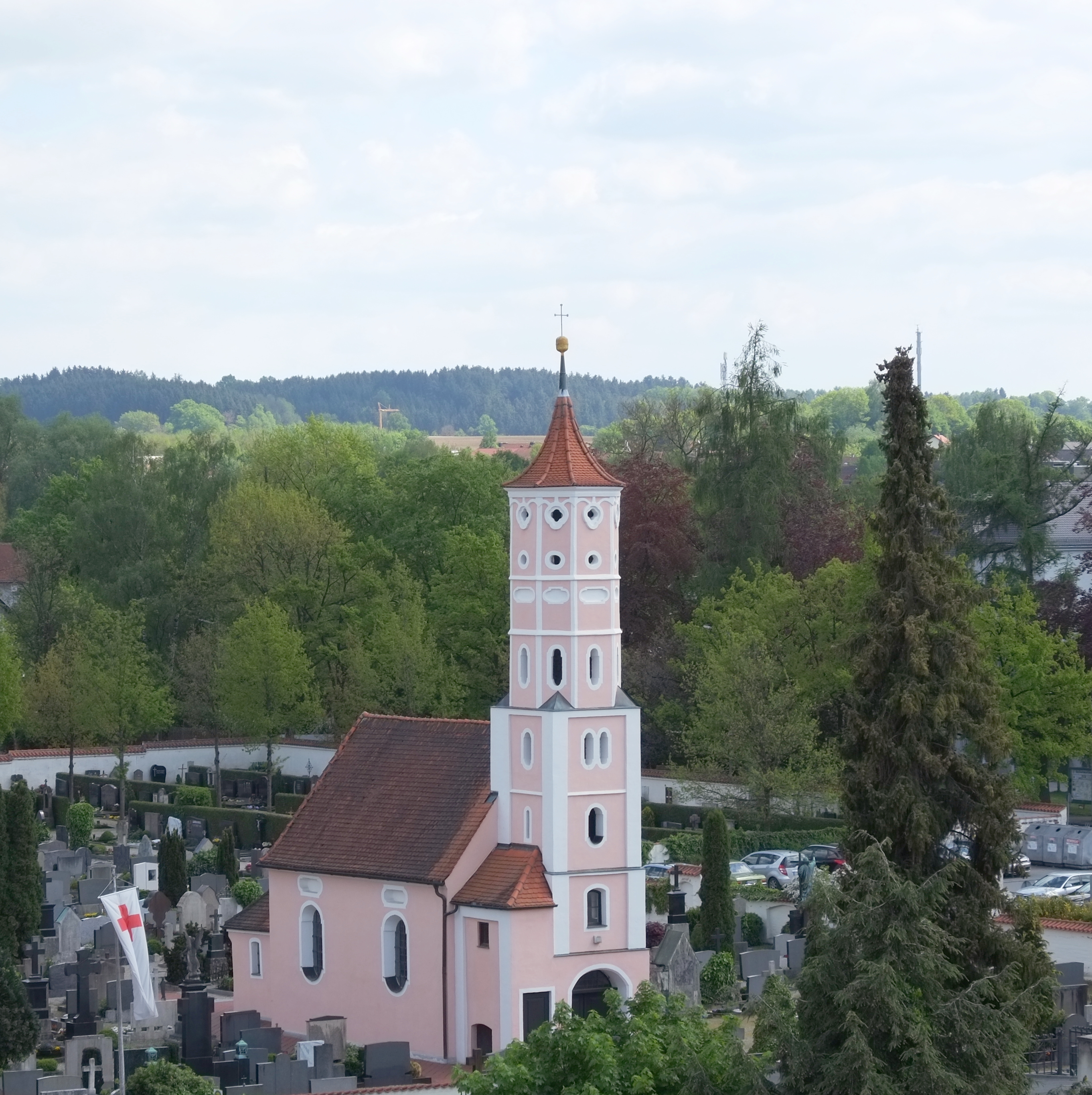
Friedhofskapelle St. Michael

Die katholische Friedhofskapelle St. Michael ist ein Baudenkmal in Aichach.

## Baubeschreibung
Der einschiffige, dreiseitig geschlossene Saalbau ist von 1668. Der Innenraum wird von einer flachen Stichkappentonne über breiten Pilastern überspannt. Über den Fenstern finden sich außen kleine, eingezogen rundbogige Blenden. Der Turm an der Westseite hat einen quadratischen Grundriss mit Oktogon-Aufsatz und einer gedrückten, spitz auslaufenden Haube.

## Ausstattung
Die Fresken um 1710/20 zeigen den Sturz der Engel und an den Seiten Embleme und den Totentanz. Der Altar ist aus dem Ende des 18. Jahrhunderts.